# Richard Tucker (attore)
Richard Tucker (New York, 4 giugno 1884 – Woodland Hills, 5 dicembre 1942) è stato un attore statunitense che iniziò la sua carriera cinematografica all'epoca del muto.

## Biografia
Nato a Brooklyn nel 1884, Richard Tucker interpretò nella sua carriera - durata dal 1911 al 1940 - ben 281 film. Debuttò sugli schermi a 27 anni, nel 1911, nel cortometraggio No Cooking Allowed, prodotto dalla Edison Company, la casa di produzione per cui Tucker girò i suoi primi film.
Alto 1,82 di presenza massiccia, a Tucker vennero affidate parti da caratterista, apparendo raramente in uno dei ruoli principali. Molte le sue apparizioni anche in piccoli ruoli o come figurante, specie a fine carriera.
Tucker è stato il primo membro ufficiale della SAG, la Screen Actors Guild e uno dei membri fondatori della Board of Directors della SAG.
L'ultimo film in cui apparve è La danzatrice di Singapore, girato nel 1940 per la Paramount, il primo della popolare serie Road to.... Morì due anni dopo, il 5 dicembre 1942 per un attacco cardiaco, a Woodland Hills, la casa di riposo per artisti di Los Angeles. Tucker riposa nel Forest Lawn Memorial Park a Los Angeles.

## Filmografia
La filmografia è completa.

### 1911
- No Cooking Allowed (1911)
- Mae's Suitors (1911)

### 1913
- A Letter to Uncle Sam, regia di C. Jay Williams (1913)
- Bread on the Waters, regia di George Lessey (1913)
- The Elder Brother, regia di Bannister Merwin (1913)
- The Man Who Wouldn't Marry, regia di Walter Edwin (1913)
- A Reluctant Cinderella, regia di C.J. Williams (1913)
- The Translation of a Savage, regia di Walter Edwin (1913)
- An Almond-Eyed Maid, regia di Walter Edwin (1913)
- Mercy Merrick, regia di Walter Edwin (1913)
- Her Royal Highness, regia di Ashley Miller (1913)
- A Gentleman's Gentleman, regia di Bannister Merwin (1913)
- The Signal, regia di George Lessey (1913)
- In the Garden, regia di George A. Lessey (1913)
- Who Will Marry Mary?, regia di Walter Edwin (1913)
- The Treasure of Captain Kidd, regia di Richard Ridgely (1913)
- The Pied Piper of Hamelin, regia di George Lessey (1913)
- The Mystery of West Sedgwick (1913)
- A Mutual Understanding, regia di George Lessey (1913)
- Caste, regia di C. Jay Williams (1913)
- Hard Cash
- The Family's Honor, regia di Richard Ridgely (1913)
- Janet of the Dunes, regia di Richard Ridgely (1913)

### 1914
- The Girl in the Middy, regia di C.J. Williams – cortometraggio (1914)
- The Message of the Sun Dial, regia di Richard Ridgely – cortometraggio (1914)
- Rorke's Drift, regia di Richard Ridgely – cortometraggio (1914)
- The Mexican's Gratitude, regia di Richard Ridgely – cortometraggio (1914)
- The Message in the Rose, regia di Richard Ridgely – cortometraggio (1914)
- A Romance of the Everglades, regia di Charles H. France – cortometraggio (1914)
- His Comrade's Wife, regia di Richard Ridgely – cortometraggio (1914)
- Clarence and Percy's Sailing Party, regia di C. Jay Williams – cortometraggio (1914)
- The Southerners – cortometraggio (1914)
- The Two Vanrevels, regia di Richard Ridgely – cortometraggio (1914)
- Back to the Simple Life, regia di Ashley Miller – cortometraggio (1914)
- Across the Burning Trestle, regia di Richard Ridgely – cortometraggio (1914)
- The Stuff That Dreams Are Made Of, regia di Charles H. France – cortometraggio (1914)
- While the Tide Was Rising, regia di Ben F. Wilson (1914)
- The Birth of the Star Spangled Banner, regia di George A. Lessey – cortometraggio (1914)
- Grand Opera in Rubeville, regia di Ashley Miller – cortometraggio (1914)
- The Midnight Ride of Paul Revere, regia di Charles Brabin – cortometraggio (1914)
- The Hand of Iron, regia di Langdon West – cortometraggio (1914)
- What Could She Do, regia di John H. Collins – cortometraggio (1914)
- The Stenographer – cortometraggio (1914)

### 1915
- The Tailor's Bill, regia di Charles Ransom (1915)
- The Voice of Conscience, regia di Charles H. France (1915)
- The Experiment (1915)
- In Spite of All, regia di Ashley Miller (1915)
- On the Stroke of Twelve, regia di John H. Collins (1915)
- The Landing of the Pilgrims
- The Butler, regia di George Ridgwell (1915)
- Vanity Fair, regia di Charles Brabin e Eugene Nowland (1915)
- Waifs of the Sea
- A Child in Judgment
- The Black Eagle
- The Ring of the Borgias
- The Magistrate's Story

### 1916
- When Love Is King, regia di Ben Turbett (1916)
- The Cossack Whip, regia di John H. Collins (1916)

### 1917
- The Master Passion
- Threads of Fate
- Pardners (1917)
- The Royal Pauper
- The Cloud
- The Law of the North, regia di Edward H. Griffith e Burton George (1917)
- The Power of Decision
- The On-the-Square Girl
- The Little Chevalier
- Think It Over
- Babbling Tongues, regia di William Humphrey (1917)
- Behind the Mask, regia di Alice Guy (1917)

### 1920
- The Woman in Room 13, regia di Frank Lloyd (1920)
- Dollars and Sense, regia di Harry Beaumont (1920)
- Darling Mine
- The Great Lover
- The Branding Iron, regia di Reginald Barker (1920)

### 1921
- Vie del destino (Roads of Destiny), regia di Frank Lloyd (1921)
- A Voice in the Dark, regia di Frank Lloyd (1921)
- Il vecchio nido (The Old Nest), regia di Reginald Barker (1921)
- Don't Neglect Your Wife
- What Love Will Do, regia di William K. Howard (1921)
- Everything for Sale
- The Night Rose rinominato Voices of the City, regia di Wallace Worsley (1921)
- A Virginia Courtship, regia di Frank O'Connor (1921)

### 1922
- Grand Larceny, regia di Wallace Worsley (1922)
- The Worldly Madonna, regia di Harry Garson (1922)
- Yellow Men and Gold, regia di Irvin V. Willat (1922)
- Strange Idols, regia di Bernard J. Durning (1922)
- When the Devil Drives
- A Self-Made Man, regia di Rowland V. Lee (1922)
- Rags to Riches, regia di Wallace Worsley (1922)
- Remembrance, regia di Rupert Hughes (1922)

### 1923
- Hearts Aflame, regia di Reginald Barker (1923)
- The Dangerous Age
- Poor Men's Wives
- Is Divorce a Failure?
- Lovebound
- Her Accidental Husband
- The Eleventh Hour, regia di Bernard J. Durning (1923)
- Ladro d'amore (Cameo Kirby), regia di John Ford (1923)
- The Broken Wing

### 1924
- Beau Brummell, regia di Harry Beaumont (1924)
- 40-Horse Hawkins
- Helen's Babies, regia di William A. Seiter (1924)
- The Fast Worker, regia di William A. Seiter (1924)
- The Tornado, regia di King Baggot (1924)
- Star Dust Trail

### 1925
- The Bridge of Sighs, regia di Phil Rosen (1925)
- L'uomo senza patria (The Man Without a Country), regia di Rowland V. Lee (1925)
- Sparvieri d'acciaio (The Air Mail), regia di Irvin Willat  (1925)
- The Lure of the Wild
- The Golden Cocoon

### 1926
- The Blind Goddess, regia di Victor Fleming (1926)
- That's My Baby, regia di William Beaudine (1926)
- Devil's Island, regia di Frank O'Connor (1926)
- Shameful Behavior?
- Il giglio (The Lily), regia di Victor Schertzinger (1926)

### 1927
- Un bacio in taxi (A Kiss in a Taxi)
- Matinee Ladies
- Il mondo ai suoi piedi (The World at Her Feet), regia di Luther Reed (1927)
- Ali (Wings), regia di William A. Wellman (1927)
- Dearie
- The Bush Leaguer
- The Desired Woman, regia di Michael Curtiz (1927)
- Sumuru, regia di Tom Terriss (1927)
- Women's Wares
- Il cantante di jazz (The Jazz Singer), regia di Alan Crosland (1927)
- The Lash, regia di Bryan Foy (1927)

### 1928
- Lucky Boy
- Beware of Married Men
- Thanks for the Buggy Ride
- La schiava di Singapore (The Crimson City)
- A Bit of Heaven
- The Grain of Dust, regia di George Archainbaud (1928)
- Amori di un'attrice (Loves of an Actress), regia di Rowland V. Lee (1928)
- Lasciatemi ballare! (Show Girl)
- Captain Swagger
- Show Folks, regia di Paul L. Stein (1928)
- Sotto processo (On Trial), regia di Archie Mayo (1928)
- Love Over Night
- My Man, regia di Archie Mayo (1928)
- The Border Patrol, regia di James P. Hogan (1928)

### 1929
- Ruby Lips
- Daughters of Desire
- The Dummy, regia di Robert Milton (1929)
- The Squall regia di Alexander Korda (1929)
- Nuovo mondo (This Is Heaven)
- The King of the Kongo
- Lo spettro verde  (The Unholy Night) regia di Lionel Barrymore (1929)
- Half Marriage
- Painted Faces
- Navy Blues

### 1930
- Peacock Alley, regia di Marcel De Sano  (1930)
- Vertigine (Puttin' on the Ritz), regia di Edward Sloman (1930)
- The Benson Murder Case
- Courage, regia di Archie Mayo (1930)
- Safety in Numbers, regia di Victor Schertzinger (1930)
- Shadow of the Law, regia di Louis J. Gasnier (1930)
- Recaptured Love
- Manslaughter, regia di George Abbott (1930)
- College Lovers, regia di John G. Adolfi (1930)
- Stranieri (Brothers)
- The Bat Whispers, regia di Roland West (1930)
- Madonna of the Streets, regia di John S. Robertson (1930)

### 1931
- La modella (Inspiration), regia di Clarence Brown (1931)
- Stepping Out, regia di Charles Reisner (1931)
- La spia (The Spy), regia di Berthold Viertel (1931)
- Hell Bound
- Too Young to Marry
- Il richiamo dei figli (Seed), regia di John M. Stahl (1931)
- Up for Murder, regia di Monta Bell (1931)
- Il cammello nero (The Black Camel)
- A Holy Terror
- Graft, regia di Christy Cabanne (1931)
- Convicted
- The Deceiver, regia di Louis King (1931)
- X Marks the Spot, regia di Erle C. Kenton (1931)
- The Devil Plays
- Maker of Men, regia di Edward Sedgwick (1931)

### 1932
- The Crooked Road
- The Shadow of the Eagle, regia di Ford Beebe e B. Reeves Eason (1932)
- Careless Lady
- Melodie della vita (Symphony of Six Million)
- Rule 'Em and Weep
- Flames, regia di Karl Brown (1932)
- Week-End Marriage
- The Stoker, regia di Chester M. Franklin (1932)
- Guilty as Hell
- Il compagno B (Pack Up Your Troubles), regia di George Marshall e Raymond McCarey (1932)
- Una famiglia 900 (A Successful Calamity)
- The Crash
- Hat Check Girl

### 1933
- Il padrone della ferriera (The Iron Master), regia di Chester M. Franklin (1933)
- Men Must Fight
- Daring Daughters
- The World Gone Mad
- Lo zio in vacanza (The Working Man), regia di John G. Adolfi (1933)
- Made on Broadway
- Her Resale Value
- Mary a mezzanotte (Midnight Mary), regia di William A. Wellman (1933)
- Saturday's Millions
- Meet the Baron
- Day of Reckoning, regia di Charles Brabin (1933)
- Solo una notte (Only Yesterday), regia di John M. Stahl (1933)
- College Coach, regia di William A. Wellman (1933)
- Goodbye Love
- The Women in His Life

### 1934
- Public Stenographer
- This Side of Heaven, regia di William K. Howard (1934)
- The Show-Off
- La contessa X... (The Countess of Monte Cristo)
- The Road to Ruin, regia di Dorothy Davenport e Melville Shyer (1934)
- Distruzione (Looking for Trouble)
- Un eroe moderno (A Modern Hero)
- Tormento (Sadie McKee), regia di Clarence Brown (1934)
- Oro maledetto (Wild Gold), regia di George Marshall (1934)
- L'agente n. 13 (Operator 13)
- Money Means Nothing, regia di Christy Cabanne (1934)
- The Back Page
- Piccola stella (Baby Take a Bow)
- Paris Interlude
- Handy Andy, regia di David Butler (1934)
- Pura al cento per cento (The Girl from Missouri)
- Take the Stand
- A Successful Failure, regia di Arthur Lubin (1934)
- Elinor Norton
- L'amante sconosciuta (Evelyn Prentice), regia di William K. Howard (1934)
- Sing Sing Nights

### 1935
- Biography of a Bachelor Girl, regia di Edward H. Griffith (1935)
- Refurtiva nascosta (Crime Does Not Pay Series No. 1 Entitled Buried Loo)
- Symphony of Living
- La carne e l'anima (Society Doctor), regia di George B. Seitz (1935)
- L'ombra del dubbio (Shadow of Doubt), regia di George B. Seitz (1935)
- Father Knows Best
- Aquile (West Point of the Air)
- Mister Dynamite
- $10 Raise
- L'incrociatore misterioso (Murder in the Fleet)
- Calm Yourself
- La nave di Satana (Dante's Inferno)
- Here Comes the Band
- L'uomo dei diamanti (Diamond Jim)
- It's in the Air
- Too Tough to Kill

### 1936
- Ring Around the Moon
- Sogni dorati (The Farmer in the Dell)
- Il paradiso delle fanciulle (The Great Ziegfeld), regia di Robert Z. Leonard (1936)
- In Paris, A.W.O.L.
- Flash Gordon, regia di Frederick Stephani e, non accreditato, Ray Taylor (1936)
- Special Agent K-7
- Viaggio di nozze (In His Steps), regia di Karl Brown (1936)
- La donna del giorno (Libeled Lady), regia di Jack Conway (1936)
- Two Minutes to Play
- Sos apparecchio 107 (Flying Hostess)
- Il signore e la signora Sherlock Holmes (The Plot Thickens)

### 1937
- We Who Are About to Die
- La camera della morte (She's Dangerous)
- The Little Maestro
- Headline Crasher
- Adorazione (The Woman I Love)
- Voglio danzar con te (Shall We Dance), regia di Mark Sandrich  (1937)
- Armored Car
- Dangerous Holiday
- Roaring Timber
- I Cover the War, regia di Arthur Lubin (1937)
- Buona notte amore! (Make a Wish)
- Jungle Menace
- La grande città (Big City)
- La miniera misteriosa (Trapped by G-Men)
- Hollywood (Something to Sing About)
- Una ragazza puro sangue (The Girl Said No)
- Rosalie, regia di W. S. Van Dyke (1937)
- Una ragazza fortunata (She's Got Everything), regia di Joseph Santley (1937)

### 1938
- La città dell'oro (The Girl of the Golden West), regia di Robert Z. Leonard (1938)
- The Higgins Family
- Arditi dell'aria (Test Pilot), regia di Victor Fleming (1938)
- Delinquent Parents
- On the Great White Trail
- The Texans, regia di James P. Hogan (1938)
- L'ultima recita (Letter of Introduction), regia di John M. Stahl (1938)
- Sons of the Legion
- Sweethearts, regia di W. S. Van Dyke e, non accreditato, Robert Z. Leonard (1938)
- The Girl Downstairs
- Crociera d'amore (Trade Winds), regia di Tay Garnett (1938)

### 1939
- Il grido interrotto (Risky Business)
- They Made Her a Spy
- Sudden Money
- While America Sleeps
- The Girl from Rio
- The Covered Trailer
- The Great Victor Herbert

### 1940
- La danzatrice di Singapore (Road to Singapore), regia di Victor Schertzinger (1940)

### Film o documentari dove appare Richard Tucker
- Flash Gordon
- Jungle Terror
- Dance of the Cookoos

### Colonna sonora
- The Squall regia di Alexander Korda - interprete di Gypsy Charmer (1929)
- Here Comes the Band - interprete di The Army Band

## Doppiatori italiani
Nelle versioni in italiano delle opere in cui ha recitato, Richard Tucker è stata doppiato da:
- Amilcare Pettinelli in Il compagno B (ridoppiaggio)